# Estación de Guiamets
Guiamets (en catalán y según Adif: Els Guiamets) es una estación ferroviaria situada en el municipio español de Guiamets en la provincia de Tarragona, comunidad autónoma de Cataluña. Dispuso de servicios de Media Distancia hasta el día 3 de marzo de 2025, cuando se suprimió el servicio de viajeros.

## Situación ferroviaria
La estación se encuentra en el punto kilométrico 540,6 de la línea férrea de ancho ibérico que une Miraflores con Tarragona, entre las estaciones de Mora la Nueva y de Capsanes, a 171 metros de altitud. El tramo es de vía única y está electrificado. 

## Historia
La estación fue inaugurada el 8 de abril de 1891 con la apertura del tramo Marsá - Mora la Nueva de la línea férrea Samper vía Reus con Roda de Bará por parte de la Compañía de los ferrocarriles de Tarragona a Barcelona y Francia o TBF. Ese mismo año TBF había logrado un acuerdo de fusión con MZA que no se haría efectivo hasta 1899 y que permitía a MZA conectar Barcelona con Madrid vía Zaragoza. Aun así TBF mantuvo cierta autonomía dentro de la nueva compañía, autonomía que conservaría hasta 1936. En 1941, la gestión de la estación pasó a manos de RENFE tras nacionalizarse el ferrocarril en España. 
Desde el 31 de diciembre de 2004 Renfe Operadora explota la línea mientras que Adif es la titular de las instalaciones ferroviarias.

## La estación
Guiamets cuenta con un edificio para viajeros de dos alturas, planta rectangular y disposición lateral a las vías que está catalogada como Bien Cultural de Interés Local por la Generalidad de Cataluña. El mismo permanece cerrado al público.
Cuenta con una vía principal (vía 1) y dos desviaciones (vías 2 y 3). Además dispone de una vía muerta, la vía 4 que proviene de Reus y una quinta vía, sin numeración ni catenaria. El acceso a las vías se realiza gracias a dos andenes, uno lateral y otro central. Ninguno de ellos está cubierto. Los cambios de vía se realizan a nivel.

## Servicios ferroviarios

### Media Distancia
Renfe Operadora prestaba servicios de Media Distancia gracias a sus trenes Regional y Regional Exprés en los trayectos que unen Barcelona con Zaragoza, Flix y Mora la Nueva
| Línea MD | Trenes                   | Origen/Destino                       |  | Destino/Origen                | Equivalente Rodalies de Catalunya |
| -------- | ------------------------ | ------------------------------------ |  | ----------------------------- | --------------------------------- |
| 34       | Regional Regional Exprés | Zaragoza-Delicias Caspe              |  | Barcelona-Estación de Francia | Sin equivalencia                  |
| 36       | Regional Regional Exprés | Ribarroja de Ebro Mora la Nueva Flix |  | Barcelona-Estación de Francia |                                   |